# Laufrolle (Panzer)

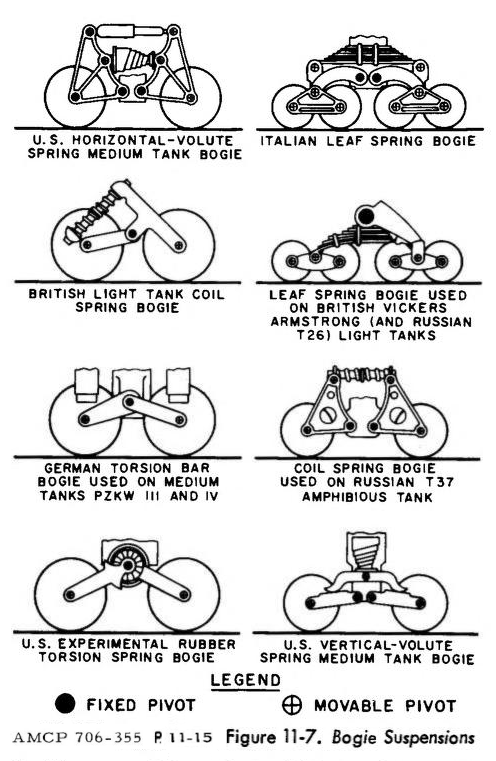
Unterschiedliche Laufrollensysteme von Panzerkettenlaufwerken

Bei einem kettengetriebenen Fahrzeug, insbesondere bei Panzern, ist die Laufrolle der Teil des Panzerkettenlaufwerks, auf dem das Fahrzeug steht und bewegt wird. Meist sind Laufrollensysteme bei Panzer mit Federung und/oder weiteren Laufrollen ausgestattet. Ohne den Einsatz von Laufrollen ist ein Kettenantrieb bei Fahrzeugen unmöglich.

## Geschichte
Im Zusammenhang mit den ersten, von Holt entworfenen kettengetriebenen Traktoren wurde auch die Laufrolle entwickelt. Lauf- und Stützrollen sorgen für die Spannung der Kette zwischen Führ- und Antriebsrolle. Dabei befinden sich die Laufrollen am Boden und sind als einzige Rollen gefedert. Die Federung kann durch Drehstabfedern, Blattfedern oder auch Schraubenfedern erfolgen, wobei die Drehstabfederung, besonders bei militärisch genutzten Fahrzeugen, am weitesten verbreitet ist. In allen Fällen bewegen sich die Laufrollen unabhängig voneinander und gewährleisten eine hohe Geländegängigkeit. Laufrollen bestehen im Allgemeinen aus zwei Teilen: einem äußeren und einem inneren Rad. Im Zwischenraum dieser beiden Räder werden die Ketten von an ihren einzelnen Gliedern befestigten Zähnen geführt, damit die Kette nicht abspringen kann. Durch die Kombination aus Lauf- und Stützrollen wird die Kette unter Spannung gehalten, um nicht abgeworfen zu werden.

## Laufrollensysteme

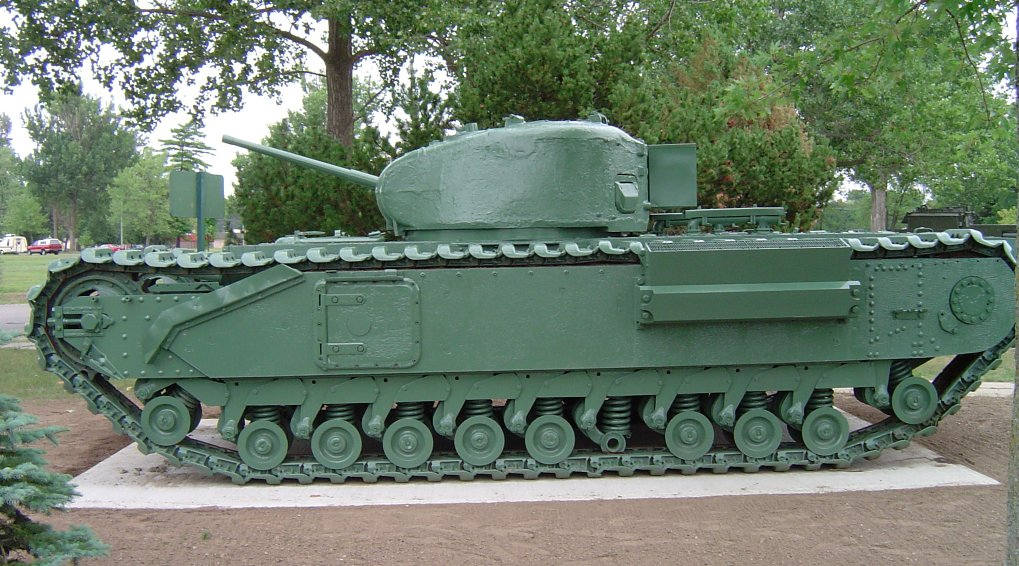
Britischer Churchill-Panzer mit Holt-Caterpillar-Laufwerk. Die zahlreichen kleinen Laufrollen sind einzeln aufgehängt.

### Holt Caterpillar
Dieses System wird heute nicht mehr von Panzern verwendet. Es war eines der ersten Laufrollensysteme überhaupt. Das Holtsystem besteht aus je zwei Laufrollen auf einer kurzen Achse, die durch einen beweglichen Träger geführt wird. Dieser wird durch einen Torsionsstab gefedert. Solche Laufrollensysteme findet man heute noch bei Baumaschinen von Caterpillar.

### Überlappende Laufrollen (Schachtellaufwerk)

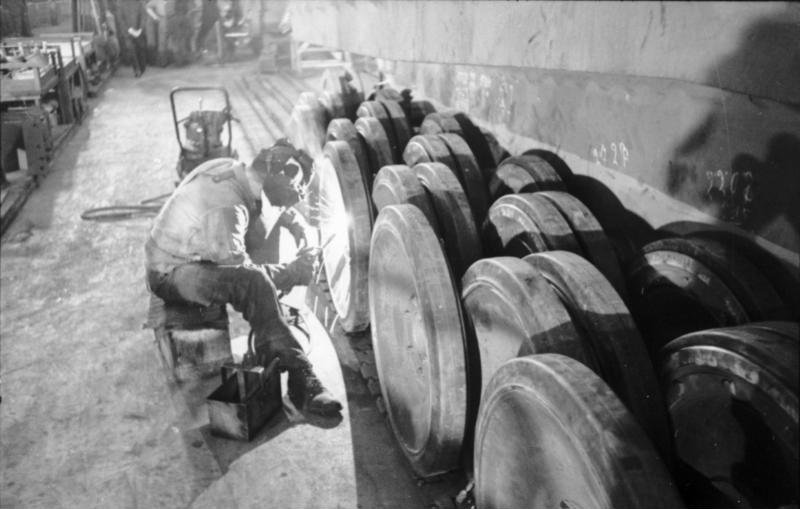
Laufwerk eines Tiger-Panzers: Um eine der ganz innen liegenden Laufrollen zu wechseln, mussten insgesamt 13 Rollen demontiert werden.

Die deutschen Ingenieure verwendeten in diversen Zugkraftwagen (Sd.Kfz. 6 bis Sd.Kfz. 11), den leichten und mittleren Schützenpanzern (Sd.Kfz. 250 und Sd.Kfz. 251) und Kampfpanzern (Panther, Tiger und Tiger II) ein Schachtellaufwerk. Dabei sind Laufrollen außen und innen versetzt angeordnet, was die Geländegängigkeit erhöht. Nachteil der Konstruktion war der erhöhte Wartungsaufwand: zum Wechseln einer beschädigten inneren Rolle mussten erst die beiden äußeren Laufrollen (teilweise auch mehr) abgenommen werden, was viel Zeit in Anspruch nahm. Ferner erwies sich die Konstruktion im Krieg gegen die Sowjetunion als sehr problematisch, da bei den dortigen tiefen Temperaturen der über Nacht zwischen den Rollen gefrorene Schnee bzw. Schlamm die Laufrollen blockierte und das Fahrzeug damit bewegungsunfähig machte.

### Laufrollensysteme mit Rollenwagen

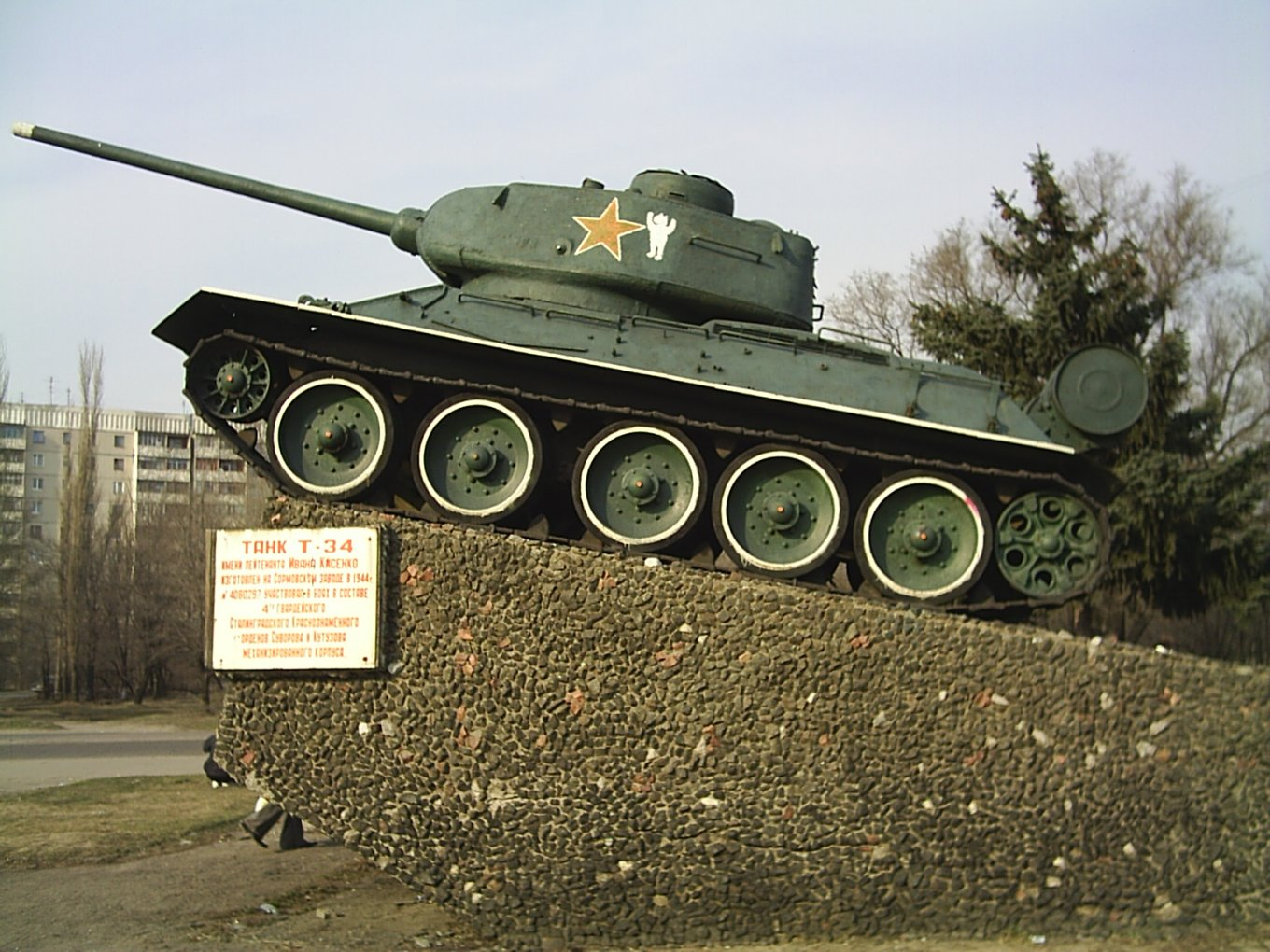
Das Laufwerk des T-34/85 - interessant hierbei das völlige Fehlen der Stützrollen.

Weite Verbreitung fanden auch Systeme, die durch einen Federmechanismus gekoppelte nebeneinander liegende Laufrollen, sogenannte Rollenwagen, verwendeten. Typische Vertreter waren der US-amerikanische M4 Sherman, der zwei unterschiedliche Systeme aufwies, die sich durch die Ausrichtung des Federweges unterschieden (HVSS = Horizontal Volute Spring Suspension – Horizontalkegelfederung und VVSS = Vertical Volute Spring Suspension – Vertikalkegelfederung), sowie der deutsche Panzerkampfwagen IV.

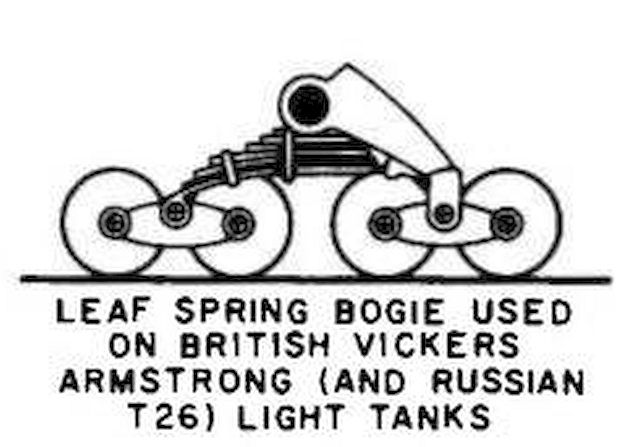
Rollenwagen mit Blattfederelement beim T-26
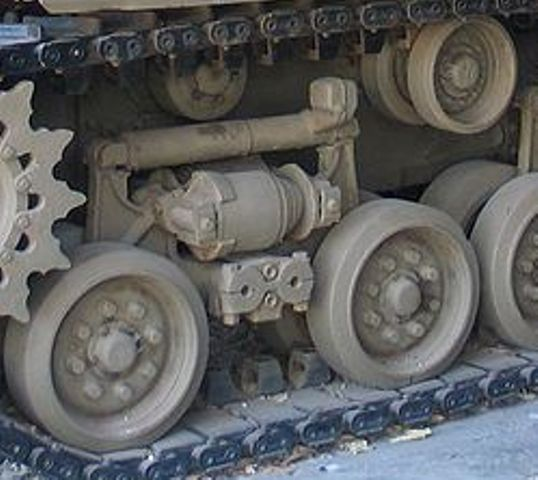
HVSS-Rollenwagen eines M4 Sherman mit separater Stützrolle
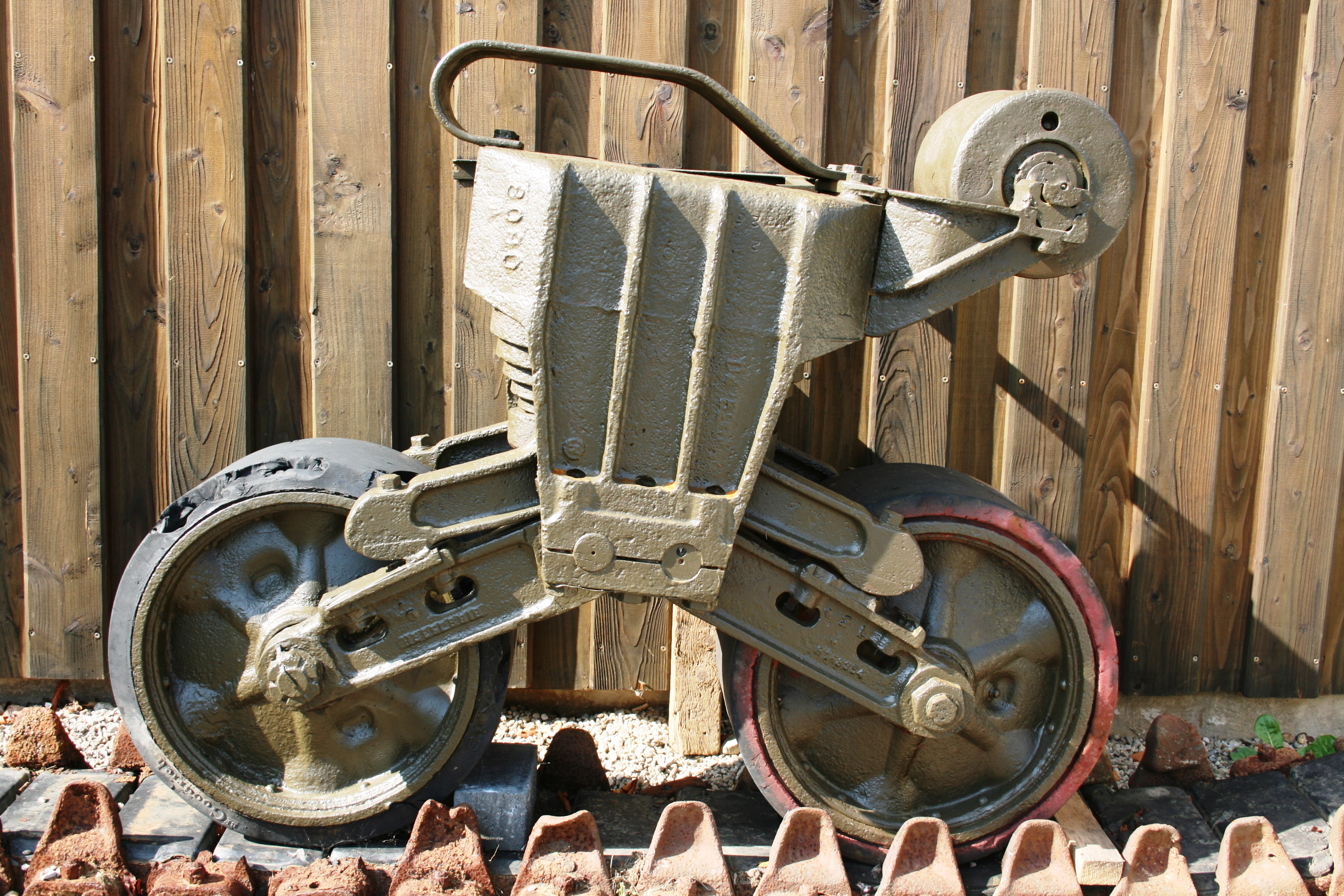
VVSS-Rollenwagen später Ausführung eines M4 Sherman

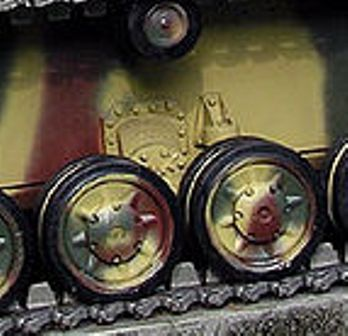
Rollenwagen eines Panzer IV-Fahrgestells
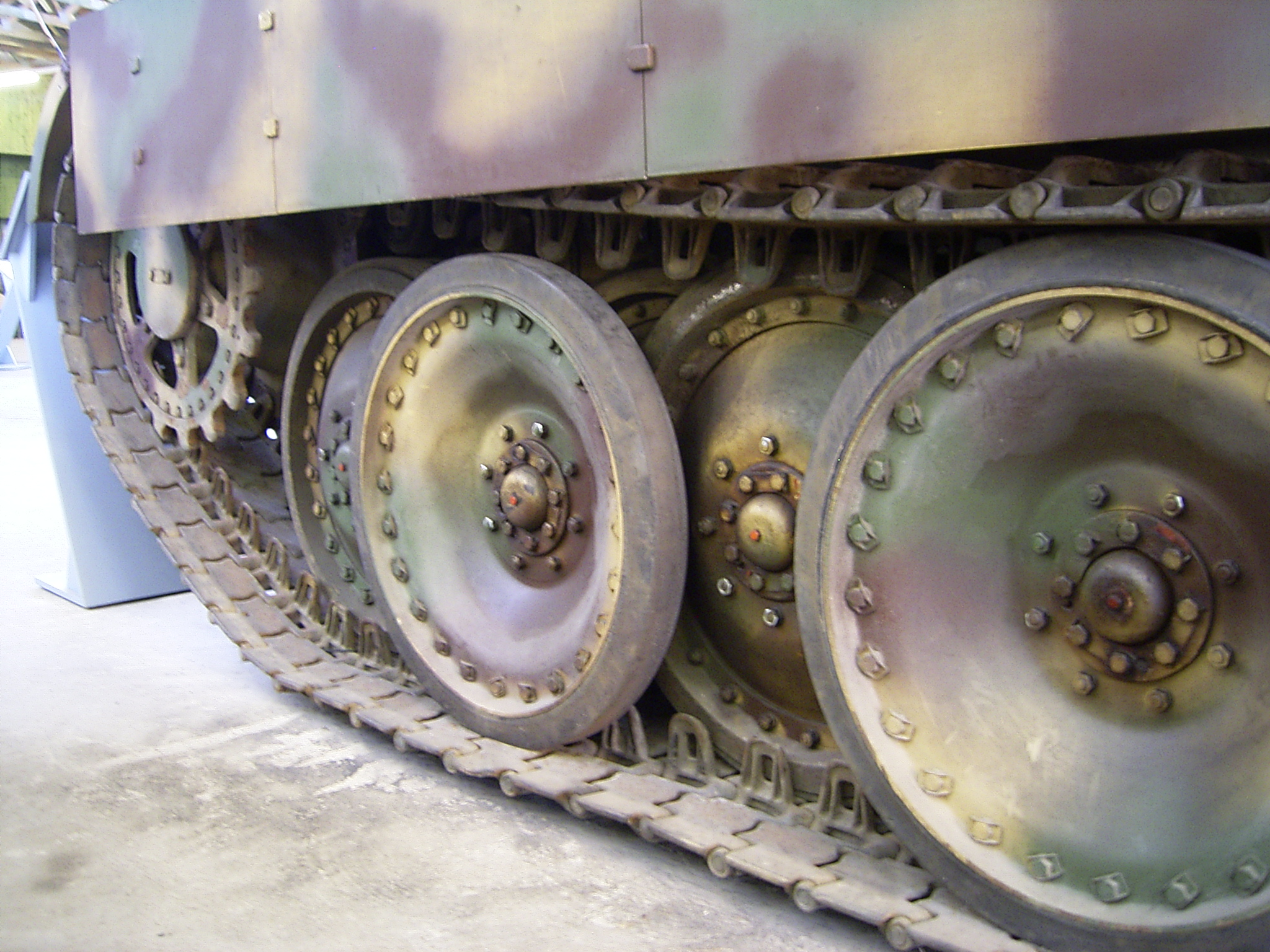
Überlappende Laufrollen eines Panzer V Panther
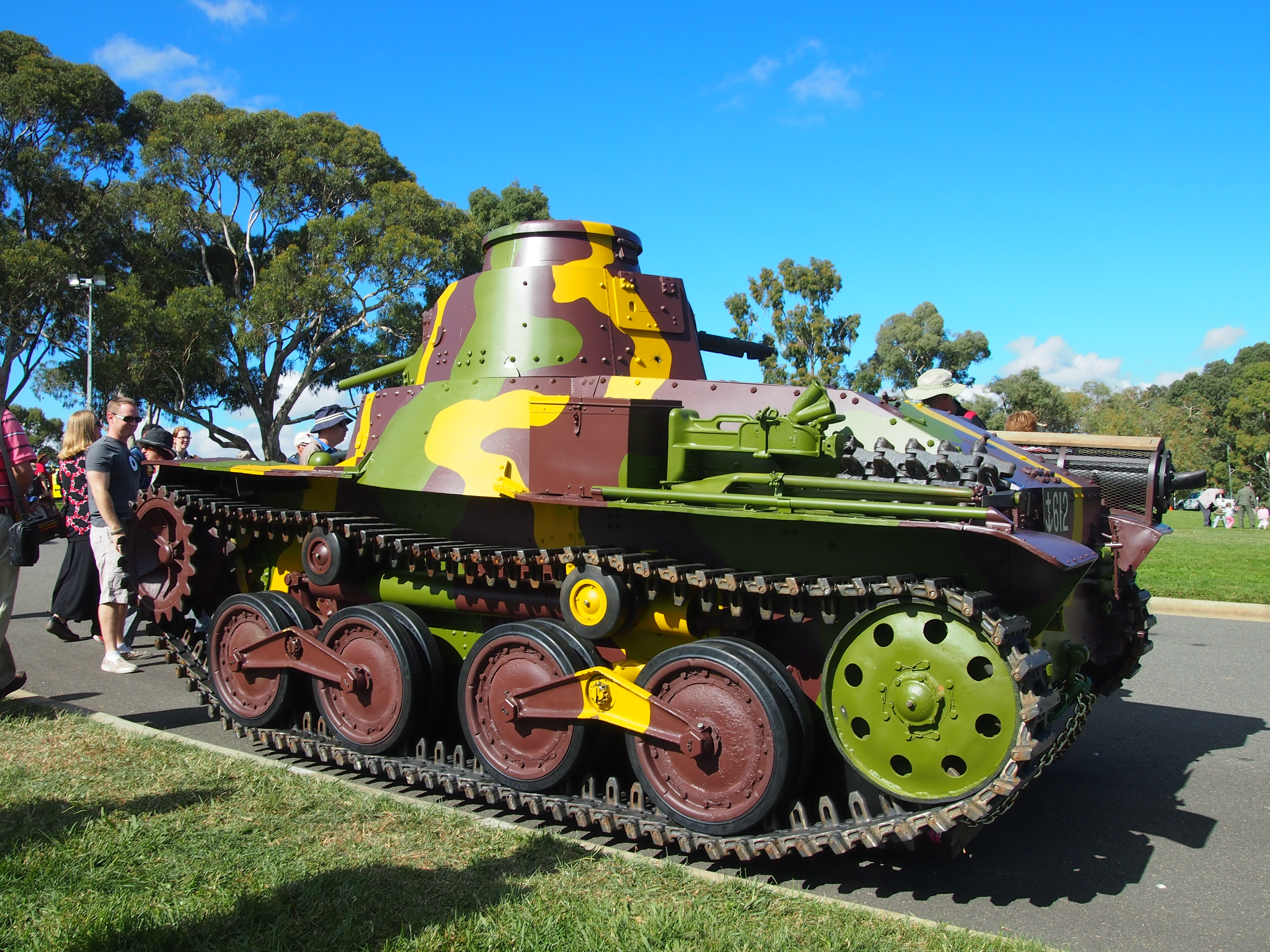
Rollenwagen beim Typ 95 Ha-Gō

### Laufrollensysteme ohne Stützrollen
Paradebeispiel für dieses Verfahren ist der T-34. Seine Laufrollen sind so konstruiert, dass sie gleichzeitig als Stützrollen fungieren. 
Siehe auch: Christie-Laufwerk

### Einzeln aufgehängte Laufrollen
In modernen Kampfpanzern, wie etwa dem Leopard 2, werden die Laufrollen einzeln mit einer Drehstabfederung aufgehängt. Dieses System verbindet die Geländegängigkeit der überlappenden mit der schnellen Wechselbarkeit einzeln aufgehängter Laufrollen.